# 금마도토성
금마도토성(金馬都土城)은 대한민국 전북특별자치도 익산시 금마면 서고도리의 해발 87m의 굿대숲 위에 흙으로 쌓은 성이다. 1984년 9월 20일 전북특별자치도의 기념물 제70호로 지정되었다.

## 개요
전라북도 익산시 금마면 서고도리의 해발 87m의 굿대숲 위에 흙으로 쌓은 성으로, 이 봉우리는 북쪽으로 미륵산, 서쪽으로 오금산, 동쪽으로 금마산이 둘러 있다.
성벽은 내부에 토루를 쌓고 바깥 둘레에 도랑을 설치하였다. 성의 주위는 330m로서 원형에 가까운 평면인데 남쪽 성벽 중앙부는 돌출되어 있어 이 자리에는 남문이 있었을 것으로 추정되나, 지금은 이곳에 무덤이 있어 원형을 알아 볼 수 없다.
성을 쌓은 시기는 정확히 알 수 없으나 성 안에서 ‘금마저(金馬渚)’라 쓰인 기와와 백제의 기와, 토기류가 출토되어 백제 때 쌓은 성으로 추정된다.
조선시대에는 돌림병을 예방하기 위하여 이곳에 단을 설치고 주인없는 외로운 혼령에게 제사를 지냈다 한다. 또한 이 성터는 이 고을 출신의 소양곡이 말을 타던 자리로 전해지고 있다.

## 현지 안내문
성황산 봉우리를 둘러싼 이 성은 테뫼식으로 흙을 다져 쌓기 한 토성이다. 굿대숲 위에 있다고 하여 '굿대숲 토성'이라고도 부른다. 성의 둘레는 369m, 성곽의 폭은 5m 내외로, 전형적인 백제 토성 양식을 취하고 있다. 1991년의 시험 발굴 조사에서 백제시대의 기와조각, '금마지성'이란 글자가 새겨진 기와 등이 출토된 사실로 미루어, 인근 미륵산성, 익산토성과 같은 시기에 축조된 것으로 보인다. 또 청자조각까지 수습되어, 이 성은 백제 말기에 건립해 고려시대까지 사용된 것으로 추정된다.

## 참고 자료
- 금마도토성 - 국가유산청 국가유산포털